# Merkaartor
Merkaartor ist ein freier OpenStreetMap-Editor, der unter der GNU General Public License steht. Er ist für Linux, Windows, Mac OS X (Prerelease, nur Intel-Architekturen), sowie FreeBSD, NetBSD und OpenBSD verfügbar. Die meisten Linux-Distributionen und die drei BSD-Varianten stellen direkt vom Medium installierbare Versionen bereit. Für Windows wird eine portable Version angeboten.
Der Editor ist Qt-basiert und arbeitet nach dem WYSIWYG-Prinzip. Die Kartenansicht arbeitet mit Kantenglättung und kann Straßen, Gebäude usw. transparent anzeigen und zum Abgleich Luftbilder einblenden. Das Programm verfügt über einen Stil-Editor für die Kartenanzeige. GPS-Tracks können über ein GPS-Gerät oder einen gpsd-Server live mitgeschrieben werden. Die Ausgabe der Daten in verschiedenen Formaten wie Bitmap und SVG ist möglich.
Merkaartor kann mit Daten des OpenStreetMap-Servers arbeiten und diese nach dem Bearbeiten wieder hochladen. Das Programm unterstützt das OpenStreetMap-Format und das GPS Exchange Format und kann NMEA-Daten importieren.